# 特科特山
特科特山（英語：Mount Turcotte），是南極洲的山峰，位於埃爾斯沃思地，處於蒂德山西北面4.6公里，以美國探險隊的地震學家命名，現時由南極條約體系管理。